# Marc Wright
Mark Wright (Marcus Wright Snowell; 21 tháng 4 năm 1890 - 5 tháng 8 năm 1975) là một vận động viên người Mỹ thi đấu chủ yếu trong môn nhảy cao bằng sào.
Ông sinh ra ở Chicago và qua đời tại Reading, Massachusetts, Hoa Kỳ. Wright thi đấu cho nước Mỹ trong Thế vận hội mùa hè 1912 tổ chức tại Stockholm, Thụy Điển. Ông giành được huy chương bạc trong môn nhảy sào với chiều cao là 3,85 m.
Wright tốt nghiệp Đại học Dartmouth vào năm 1913.